# Limbrassac
Limbrassac (Limbrassac en occitan languedocien) est une commune française, située dans le nord-est du département de l'Ariège en région Occitanie. Sur le plan historique et culturel, la commune fait partie du pays d'Olmes, haut lieu de la tragédie cathare alliant des paysages d'une extrême diversité.
Exposée à un climat océanique altéré, elle est drainée par le ruisseau de Senesse, le ruisseau de coume longue et par divers autres petits cours d'eau. La commune possède un patrimoine naturel remarquable composé de deux zones naturelles d'intérêt écologique, faunistique et floristique.
Limbrassac est une commune rurale qui compte 119 habitants en 2022, après avoir connu un pic de population de 343 habitants en 1831. Ses habitants sont appelés les Limbrassacois ou Limbrassacoises.

## Géographie

### Localisation
1. Carte dynamique
2. Carte Openstreetmap
3. Carte topographique
4. Carte avec les communes environnantes

La commune de Limbrassac se trouve dans le département de l'Ariège, en région Occitanie.
Elle se situe à 20 km à vol d'oiseau de Foix, préfecture du département, à 22 km de Pamiers, sous-préfecture, et à 8 km de Mirepoix, bureau centralisateur du canton de Mirepoix dont dépend la commune depuis 2015 pour les élections départementales.
La commune fait en outre partie du bassin de vie de Lavelanet.
Les communes les plus proches sont : 
Saint-Julien-de-Gras-Capou (2,4 km), Troye-d'Ariège (3,0 km), Tabre (3,4 km), Aigues-Vives (3,5 km), Pradettes (3,6 km), Dun (3,8 km), Esclagne (4,1 km), Régat (4,7 km).
Sur le plan historique et culturel, Limbrassac fait partie du pays d'Olmes, haut lieu de la tragédie cathare alliant des paysages d'une extrême diversité.
Limbrassac est limitrophe de six autres communes.
Les communes limitrophes sont  Aigues-Vives, Dun, Pradettes, Saint-Julien-de-Gras-Capou, Tabre et Troye-d'Ariège.
|           | Saint-Julien-de-Gras-Capou | Troye-d'Ariège |
| Dun       | Limbrassac                 | Aigues-Vives   |
| Pradettes | Tabre                      |                |

### Géologie et relief
La commune est située dans le Bassin aquitain, le deuxième plus grand bassin sédimentaire de la France après le Bassin parisien. Les terrains affleurants sur le territoire communal sont constitués de roches sédimentaires datant du Cénozoïque, l'ère géologique la plus récente sur l'échelle des temps géologiques, débutant il y a 66 millions d'années. La structure détaillée des couches affleurantes est décrite dans les feuilles « n°1058 - Mirepoix » et « n°1076 - Lavelanet » de la carte géologique harmonisée au 1/50 000ème du département de l'Ariège, et leurs notices associées,.
La superficie cadastrale de la commune publiée par l’Insee, qui sert de références dans toutes les statistiques, est de 12,42 km2,. La superficie géographique, issue de la BD Topo, composante du Référentiel à grande échelle produit par l'IGN, est quant à elle de 12,46 km2. Son relief est relativement accidenté puisque la dénivelée maximale atteint 282 mètres. L'altitude du territoire varie entre 360 m et 642 m.

### Hydrographie

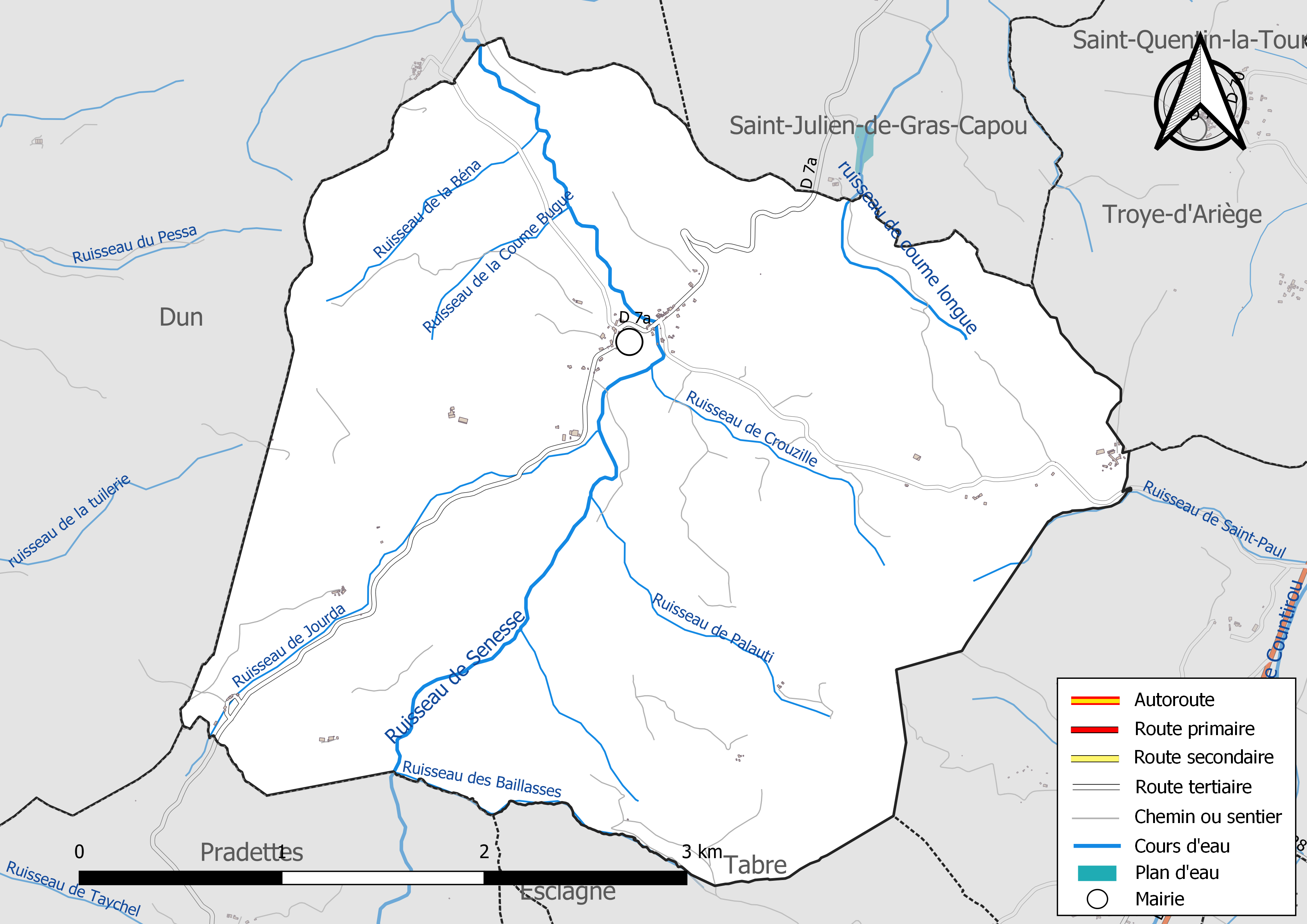
Réseaux hydrographique et routier de Limbrassac.

La commune est dans le bassin versant de la Garonne, au sein du bassin hydrographique Adour-Garonne. Elle est drainée par le ruisseau de Senesse, le ruisseau de coume longue, le ruisseau de Crouzille, le ruisseau de Jourda, le ruisseau de la Béna, le ruisseau de la Coume Bugue, le ruisseau de Palauti, le ruisseau de Saint-Paul, le ruisseau des Baillasses et par un petit cours d'eau, constituant un réseau hydrographique de 17 km de longueur totale,.
Le ruisseau de Senesse, d'une longueur totale de 13 km, prend sa source dans la commune de Tabre et s'écoule du sud-est vers le nord-ouest. Il traverse la commune et se jette dans le Douctouyre à Dun, après avoir traversé 5 communes.

### Climat
Pour des articles plus généraux, voir Climat de l'Occitanie et Climat de l'Ariège.
En 2010, le climat de la commune est de type climat océanique altéré, selon une étude s'appuyant sur une série de données couvrant la période 1971-2000. En 2020, Météo-France publie une typologie des climats de la France métropolitaine dans laquelle la commune est exposée à un climat de montagne et est dans la région climatique Pyrénées centrales, caractérisée par une pluviométrie annuelle de 1 000 à 1 200 mm.
Pour la période 1971-2000, la température annuelle moyenne est de 12,5 °C, avec une amplitude thermique annuelle de 15,7 °C. Le cumul annuel moyen de précipitations est de 838 mm, avec 10,1 jours de précipitations en janvier et 6 jours en juillet. Pour la période 1991-2020, la température moyenne annuelle observée sur la station météorologique la plus proche, située sur la commune de Léran à 6 km à vol d'oiseau, est de 12,5 °C et le cumul annuel moyen de précipitations est de 810,2 mm,. Pour l'avenir, les paramètres climatiques de la commune estimés pour 2050 selon différents scénarios d'émission de gaz à effet de serre sont consultables sur un site dédié publié par Météo-France en novembre 2022.

### Milieux naturels et biodiversité
L’inventaire des zones naturelles d'intérêt écologique, faunistique et floristique (ZNIEFF) a pour objectif de réaliser une couverture des zones les plus intéressantes sur le plan écologique, essentiellement dans la perspective d’améliorer la connaissance du patrimoine naturel national et de fournir aux différents décideurs un outil d’aide à la prise en compte de l’environnement dans l’aménagement du territoire.
Une ZNIEFF de type 1 est recensée sur la commune :
les « coteaux secs, vallons et collines de l'ouest du bas pays d'Olmes » (6 664 ha), couvrant 19 communes du département et une ZNIEFF de type 2, : 
les « coteaux du Palassou » (26 749 ha), couvrant 48 communes dont 43 dans l'Ariège et 5 dans l'Aude.

Carte des ZNIEFF de type 1 et 2 à Limbrassac.
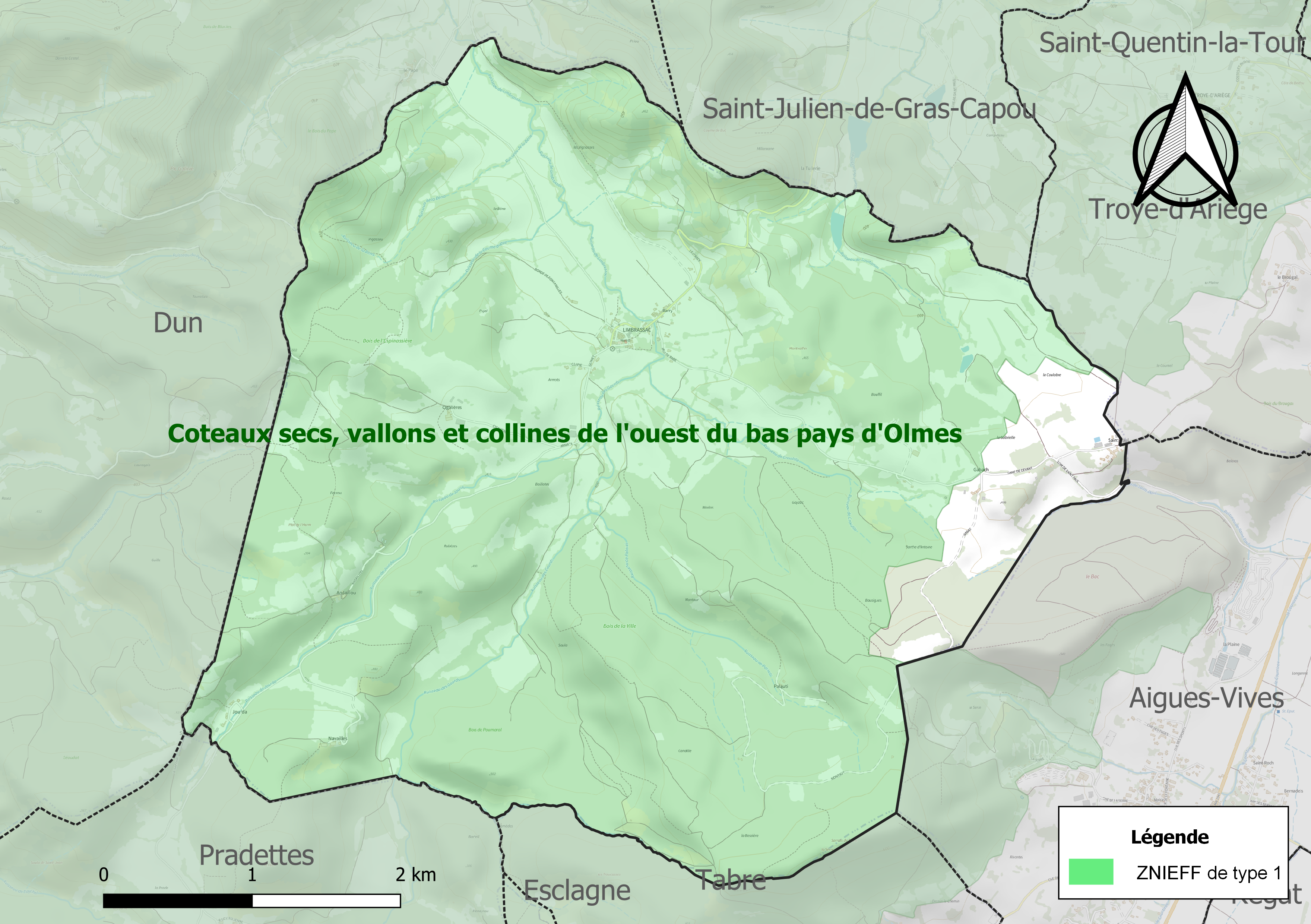
Carte de la ZNIEFF de type 1 sur la commune.
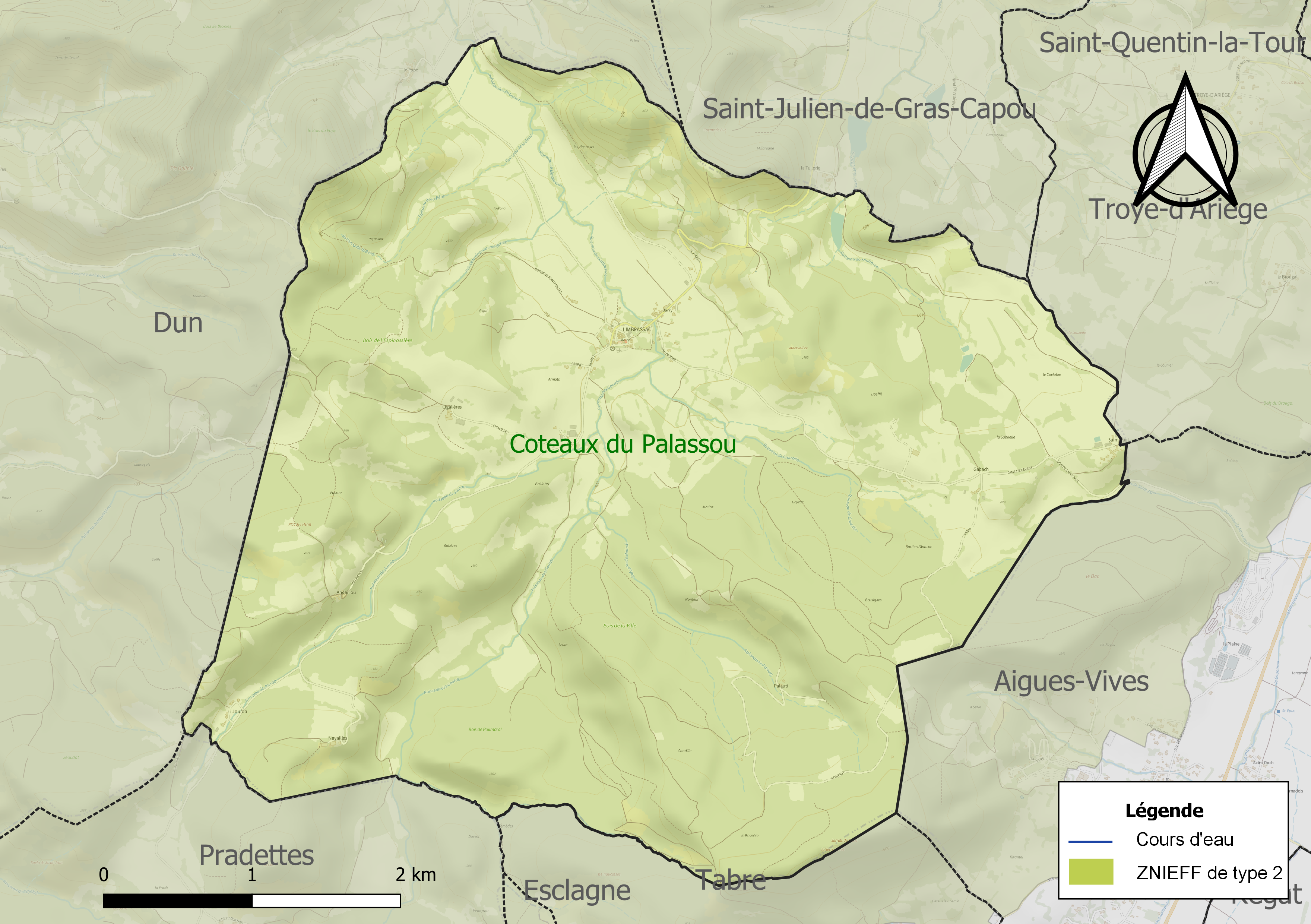
Carte de la ZNIEFF de type 2 sur la commune.

## Urbanisme

### Typologie
Au 1er janvier 2024, Limbrassac est catégorisée commune rurale à habitat dispersé, selon la nouvelle grille communale de densité à 7 niveaux définie par l'Insee en 2022.
Elle est située hors unité urbaine et hors attraction des villes,.

### Occupation des sols
L'occupation des sols de la commune, telle qu'elle ressort de la base de données européenne d’occupation biophysique des sols Corine Land Cover (CLC), est marquée par l'importance des forêts et milieux semi-naturels (54,9 % en 2018), en diminution par rapport à 1990 (58,2 %). La répartition détaillée en 2018 est la suivante : 
forêts (54,5 %), zones agricoles hétérogènes (27,3 %), prairies (11,2 %), terres arables (6,6 %), milieux à végétation arbustive et/ou herbacée (0,4 %). L'évolution de l’occupation des sols de la commune et de ses infrastructures peut être observée sur les différentes représentations cartographiques du territoire : la carte de Cassini (XVIIIe siècle), la carte d'état-major (1820-1866) et les cartes ou photos aériennes de l'IGN pour la période actuelle (1950 à aujourd'hui).

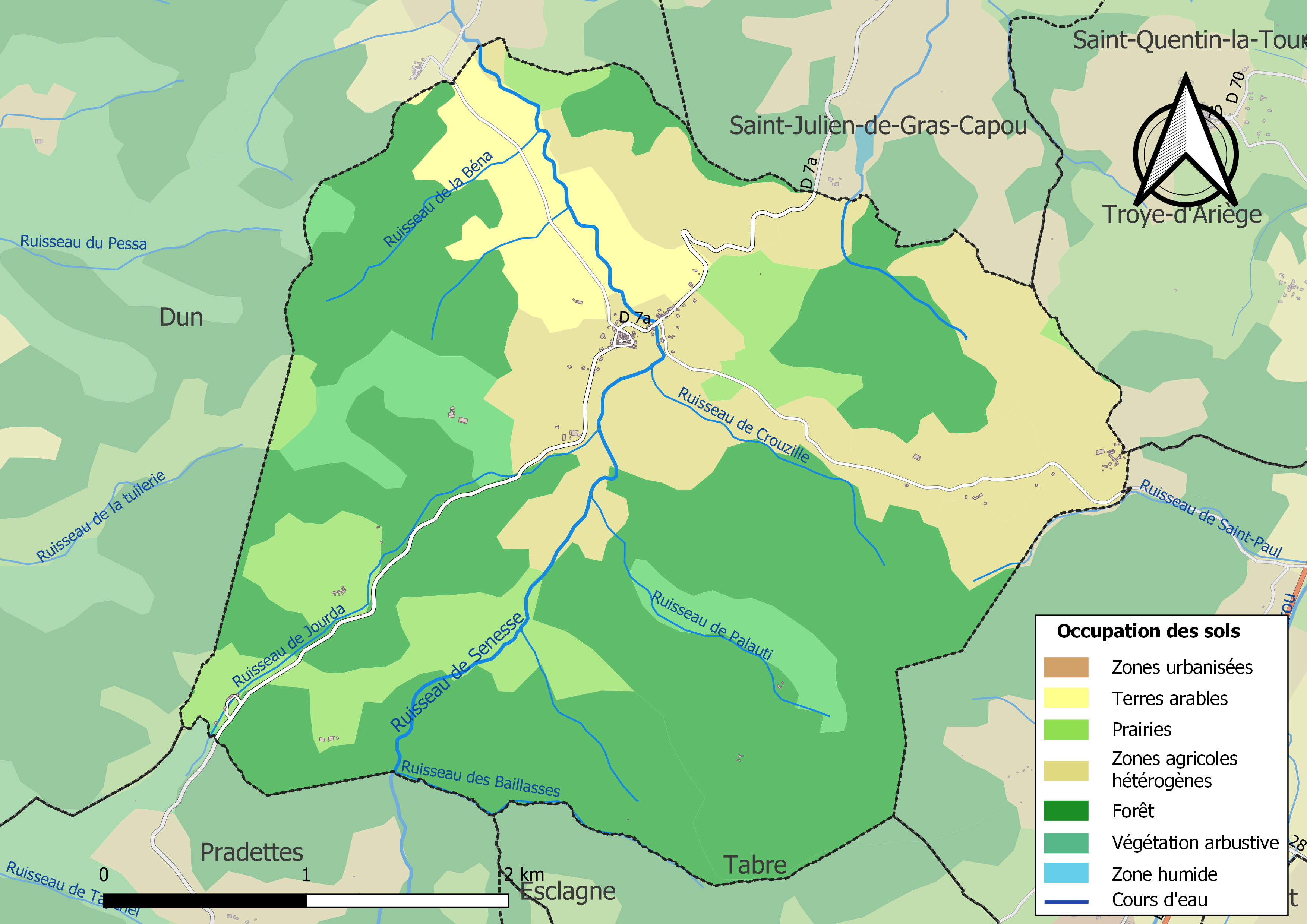
Carte des infrastructures et de l'occupation des sols de la commune en 2018 (CLC).

### Hameaux
Andailhou, Jourda, les Gabach, Palauty, Tût...

### Habitat et logement
En 2018, le nombre total de logements dans la commune était de 73, alors qu'il était de 62 en 2013 et de 66 en 2008.
Parmi ces logements, 78,5 % étaient des résidences principales, 17,2 % des résidences secondaires et 4,3 % des logements vacants. Ces logements étaient pour 92,6 % d'entre eux des maisons individuelles et pour 4,4 % des appartements.
Le tableau ci-dessous présente la typologie des logements à Limbrassac en 2018 en comparaison avec celle de l'Ariège et de la France entière. Une caractéristique marquante du parc de logements est ainsi une proportion de résidences secondaires et logements occasionnels (17,2 %) inférieure à celle du département (24,6 %) mais supérieure à celle de la France entière (9,7 %). Concernant le statut d'occupation de ces logements, 67,9 % des habitants de la commune sont propriétaires de leur logement (67,9 % en 2013), contre 66,3 % pour l'Ariège et 57,5 % pour la France entière.
| Typologie                                               | Limbrassac | Ariège | France entière |
| ------------------------------------------------------- | ---------- | ------ | -------------- |
| Résidences principales (en %)                           | 78,5       | 65,7   | 82,1           |
| Résidences secondaires et logements occasionnels (en %) | 17,2       | 24,6   | 9,7            |
| Logements vacants (en %)                                | 4,3        | 9,7    | 8,2            |

### Risques majeurs

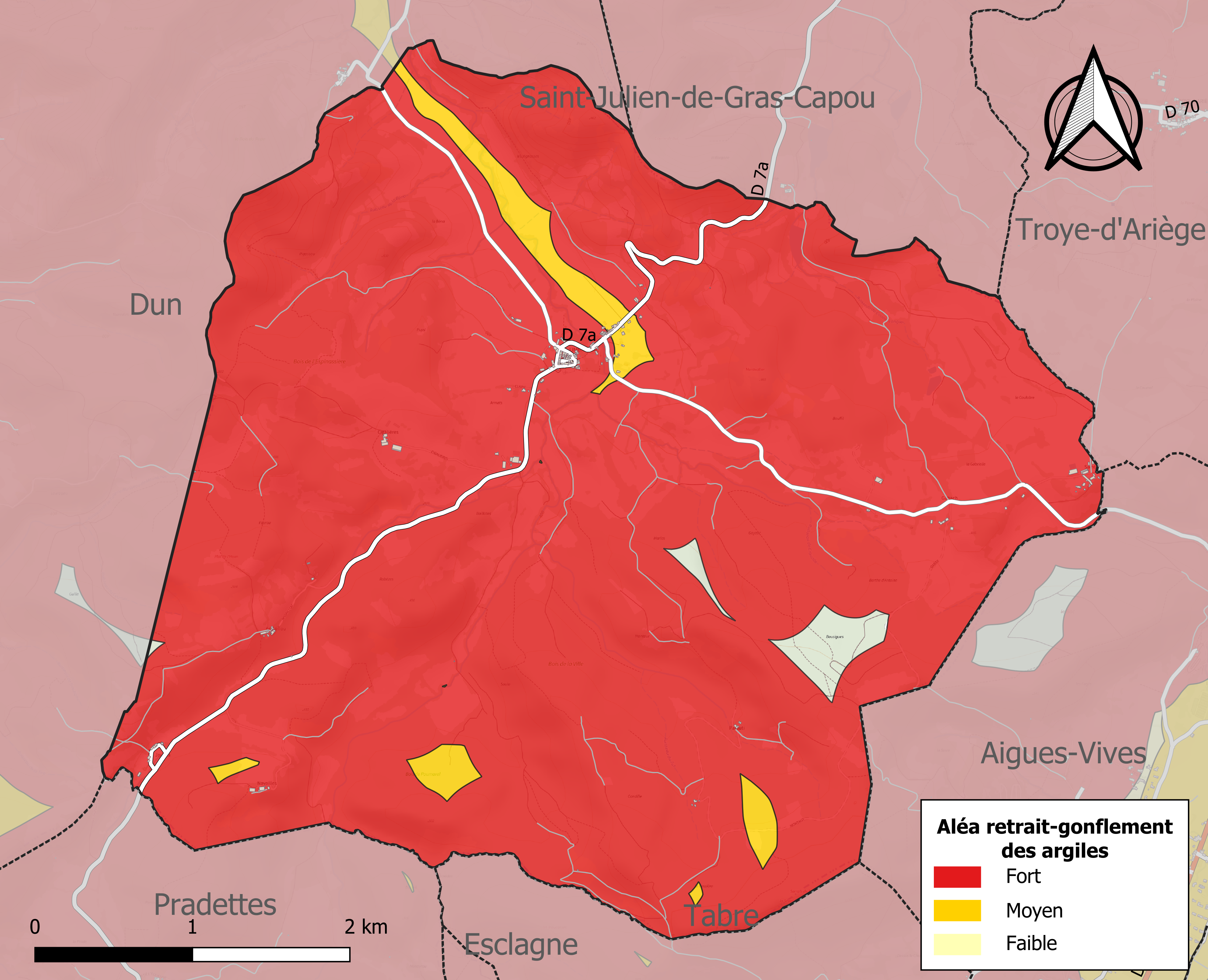
Zonage de l'aléa retrait-gonflement des argiles sur la commune de Limbrassac.

Le territoire de la commune de Limbrassac est vulnérable à différents aléas naturels : inondations, climatiques (grand froid ou canicule), feux de forêts, mouvements de terrains et séisme (sismicité modérée),.
Certaines parties du territoire communal sont susceptibles d’être affectées par le risque d’inondation par débordement, crue torrentielle d'un cours d'eau, ou ruissellement d'un versant.
Les mouvements de terrains susceptibles de se produire sur la commune sont soit des glissements de terrains soit des mouvements liés au retrait-gonflement des argiles. Près de 50 % de la superficie du département est concernée par l'aléa retrait-gonflement des argiles, dont la commune de Limbrassac. L'inventaire national des cavités souterraines permet par ailleurs de localiser celles situées sur la commune.

## Héraldique
| Blason de Limbrassac | Blason  | D'azur à trois billettes d'or posées et rangées en barre. |
| Blason de Limbrassac | Détails | Le statut officiel du blason reste à déterminer.          |

## Politique et administration

### Découpage territorial
La commune de Limbrassac est membre de la communauté de communes du Pays de Mirepoix, un établissement public de coopération intercommunale (EPCI) à fiscalité propre créé le 31 décembre 2013 dont le siège est à Mirepoix. Ce dernier est par ailleurs membre d'autres groupements intercommunaux.
Sur le plan administratif, elle est rattachée à l'arrondissement de Pamiers, au département de l'Ariège, en tant que circonscription administrative de l'État, et à la région Occitanie.
Sur le plan électoral, elle dépend du canton de Mirepoix pour l'élection des conseillers départementaux, depuis le redécoupage cantonal de 2014 entré en vigueur en 2015, et de la deuxième circonscription de l'Ariège  pour les élections législatives, depuis le redécoupage électoral de 1986.

### Administration municipale
Le nombre d'habitants au recensement de 2011 étant compris entre 100 et 499, le nombre de membres du conseil municipal pour l'élection de 2014 est de onze,.

### Liste des maires
| Période                                  | Période      | Identité          | Étiquette | Qualité     |
| ---------------------------------------- | ------------ | ----------------- | --------- | ----------- |
| 2014                                     | juillet 2020 | Gilles Lefrançois |           |             |
| juillet 2020                             | En cours     | Frédéric Vuillen  |           | Agriculteur |
| Les données manquantes sont à compléter. |              |                   |           |             |

## Population et société

### Démographie
L'évolution du nombre d'habitants est connue à travers les recensements de la population effectués dans la commune depuis 1793. Pour les communes de moins de 10 000 habitants, une enquête de recensement portant sur toute la population est réalisée tous les cinq ans, les populations de référence des années intermédiaires étant quant à elles estimées par interpolation ou extrapolation. Pour la commune, le premier recensement exhaustif entrant dans le cadre du nouveau dispositif a été réalisé en 2005.

En 2022, la commune comptait 119 habitants, en évolution de −6,3 % par rapport à 2016 (Ariège : +1,48 %, France hors Mayotte : +2,11 %).
| 1793 | 1800 | 1806 | 1821 | 1831 | 1836 | 1841 | 1846 | 1851 |
| ---- | ---- | ---- | ---- | ---- | ---- | ---- | ---- | ---- |
| 272  | 258  | 312  | 289  | 343  | 327  | 327  | 326  | 330  |

| 1856 | 1861 | 1866 | 1872 | 1876 | 1881 | 1886 | 1891 | 1896 |
| ---- | ---- | ---- | ---- | ---- | ---- | ---- | ---- | ---- |
| 331  | 330  | 335  | 314  | 298  | 284  | 302  | 276  | 244  |

| 1901 | 1906 | 1911 | 1921 | 1926 | 1931 | 1936 | 1946 | 1954 |
| ---- | ---- | ---- | ---- | ---- | ---- | ---- | ---- | ---- |
| 203  | 195  | 167  | 145  | 129  | 108  | 118  | 114  | 125  |

| 1962 | 1968 | 1975 | 1982 | 1990 | 1999 | 2005 | 2006 | 2010 |
| ---- | ---- | ---- | ---- | ---- | ---- | ---- | ---- | ---- |
| 77   | 63   | 60   | 80   | 80   | 98   | 103  | 110  | 108  |

| 2015 | 2020 | 2022 | - | - | - | - | - | - |
| ---- | ---- | ---- | - | - | - | - | - | - |
| 126  | 121  | 119  | - | - | - | - | - | - |

| selon la population municipale des années : | 1968 | 1975 | 1982 | 1990 | 1999 | 2006 | 2009 | 2013 |
| Rang de la commune dans le département      | 293  | 276  | 252  | 233  | 204  | 209  | 214  | 218  |
| Nombre de communes du département           | 340  | 328  | 330  | 332  | 332  | 332  | 332  | 332  |

### Enseignement
Limbrassac fait partie de l'académie de Toulouse.

### Culture et festivités

#### Distinctions culturelles
Limbrassac fait partie des communes ayant reçu l’étoile verte espérantiste, distinction remise aux maires de communes recensant des locuteurs de la langue construite espéranto.

### Activités sportives
Chasse, Pétanque, randonnée pédestre,

## Économie

### Emploi
| Division       | 2008   | 2013   | 2018   |
| -------------- | ------ | ------ | ------ |
| Commune        | 22,7 % | 21,2 % | 17,5 % |
| Département    | 8,9 %  | 11,1 % | 11,2 % |
| France entière | 8,3 %  | 10 %   | 10 %   |

En 2018, la population âgée de 15 à 64 ans s'élève à 79 personnes, parmi lesquelles on compte 78,4 % d'actifs (60,9 % ayant un emploi et 17,5 % de chômeurs) et 21,6 % d'inactifs,. Depuis 2008, le taux de chômage communal (au sens du recensement) des 15-64 ans est supérieur à celui de la France et du département.
La commune est hors attraction des villes,. Elle compte 20 emplois en 2018, contre 15 en 2013 et 19 en 2008. Le nombre d'actifs ayant un emploi résidant dans la commune est de 51, soit un indicateur de concentration d'emploi de 40 % et un taux d'activité parmi les 15 ans ou plus de 59,8 %.
Sur ces 51 actifs de 15 ans ou plus ayant un emploi, 17 travaillent dans la commune, soit 34 % des habitants. Pour se rendre au travail, 80,9 % des habitants utilisent un véhicule personnel ou de fonction à quatre roues, 2,1 % les transports en commun, 2,1 % s'y rendent en deux-roues, à vélo ou à pied et 14,9 % n'ont pas besoin de transport (travail au domicile).

### Activités hors agriculture
9 établissements sont implantés  à Limbrassac au 31 décembre 2019.
Le secteur du commerce de gros et de détail, des transports, de l'hébergement et de la restauration est prépondérant sur la commune puisqu'il représente 33,3 % du nombre total d'établissements de la commune (3 sur les 9 entreprises implantées  à Limbrassac), contre 27,5 % au niveau départemental.

### Agriculture
|                                   | 1988 | 2000 | 2010 |
| --------------------------------- | ---- | ---- | ---- |
| Exploitations                     | 8    | 8    | 6    |
| Superficie agricole utilisée (ha) | 373  | 396  | 426  |

La commune fait partie de la petite région agricole dénommée « Coteaux de l'Ariège ». En 2010, l'orientation technico-économique de l'agriculture  sur la commune est l'élevage de bovins, lait, élevage et viande combinés. Six exploitations agricoles ayant leur siège dans la commune sont dénombrées lors du recensement agricole de 2010 (huit en 1988). La superficie agricole utilisée est de 426 ha.

## Culture locale et patrimoine

### Lieux et bâtiments
- Église Saint-Romain, église romane[52], citée dans « Les églises du diocèse de Pamiers au XVIIe siècle et XVIIIe siècle » de md. Boulhaut.

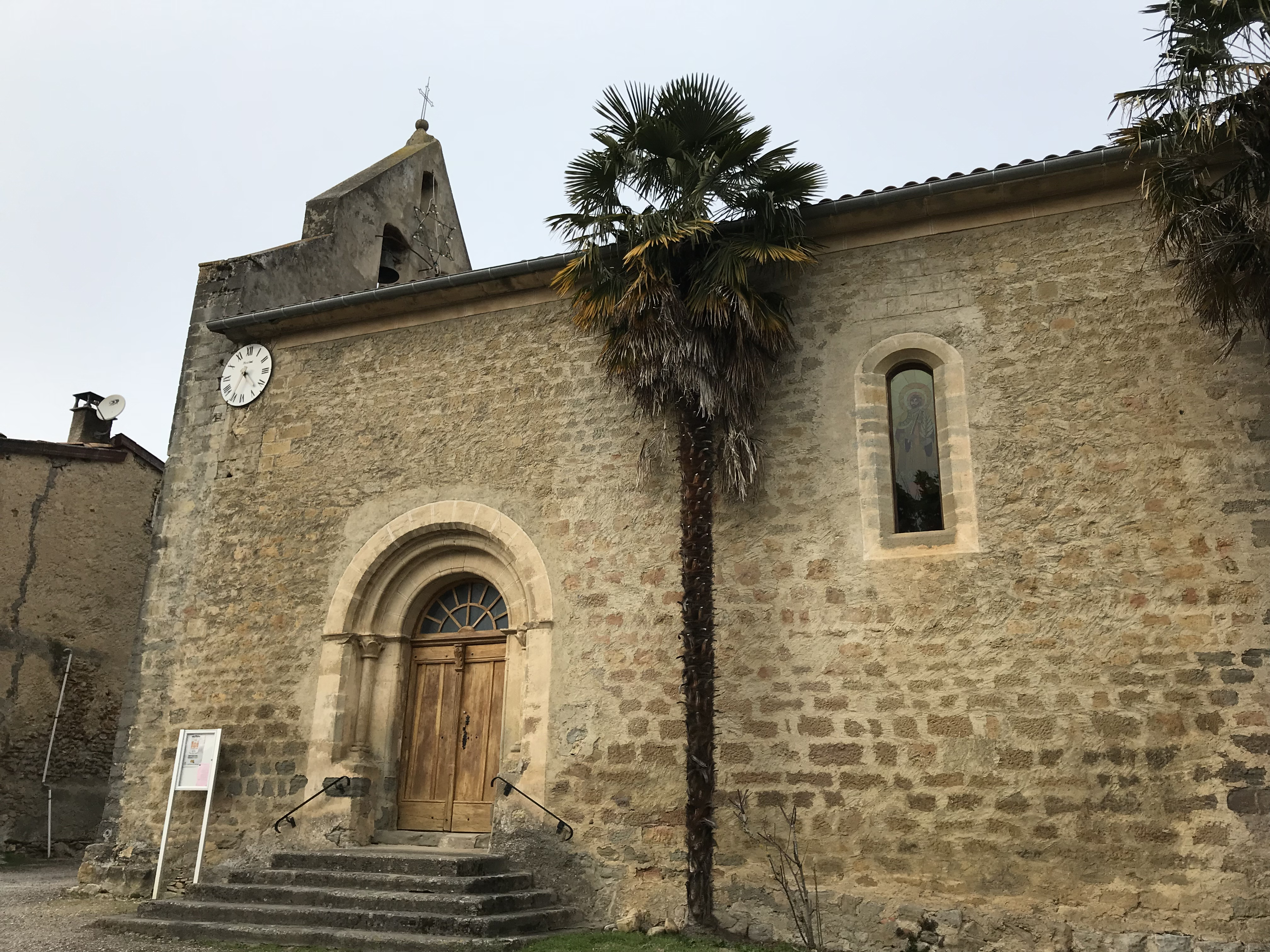
L'église Saint-Romain.
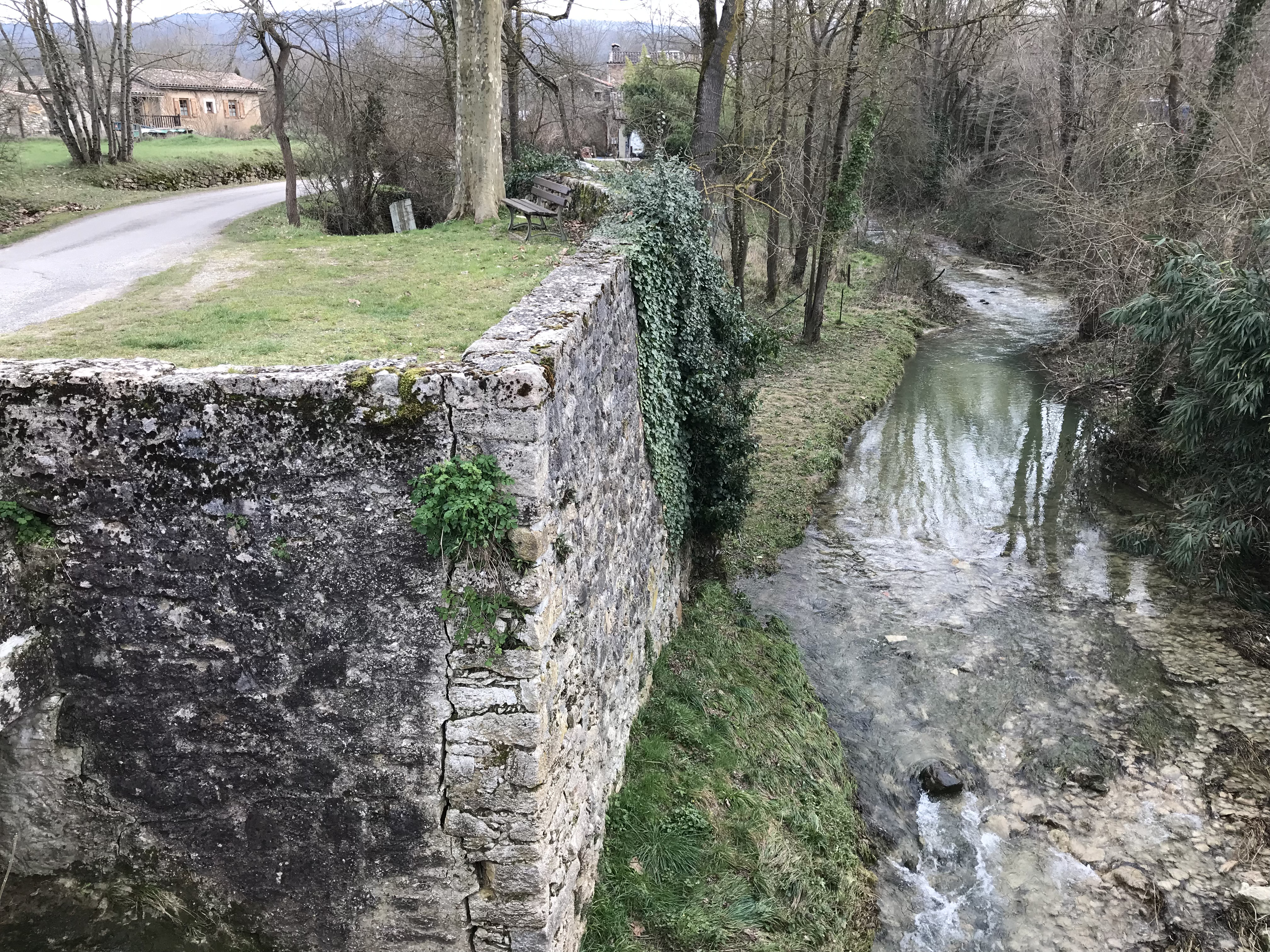
Le ruisseau de Limbrassac.
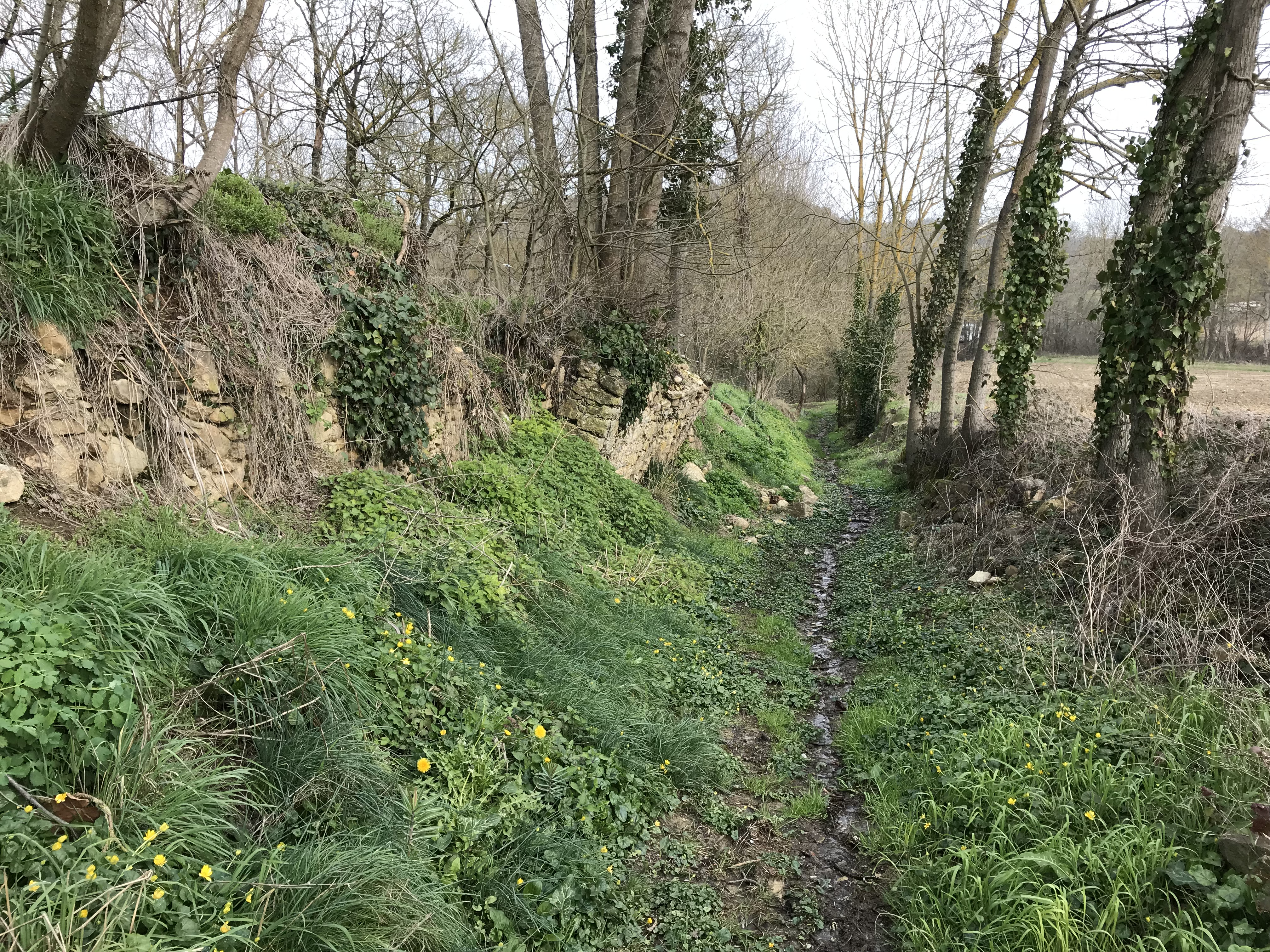
Petit chemin.

## Pour approfondir